# Masami Yoshida (sprinter)
Masami Yoshida (jap. 吉田正美 Yoshida Masami; ur. 17 stycznia 1946) – japoński lekkoatleta, sprinter.
Podczas igrzysk olimpijskich w Tokio (1964) japońska sztafeta 4 × 400 metrów z Yoshidą w składzie odpadła w eliminacjach z czasem 3:12,3.
Złoty medalista igrzysk azjatyckich w sztafecie 4 × 400 metrów (1966) i brązowy tych samych igrzysk w biegu na 400 metrów.
Mistrz Japonii w biegu na 400 metrów (1965).
Dwukrotny rekordzista Japonii w sztafecie 4 × 400 metrów:
- 3:12,2 (11 czerwca 1964, Niigata)[2]
- 3:09,1 (15 grudnia 1966, Krung Thep)[2]

## Rekordy życiowe
- Bieg na 400 metrów – 47,4 (1965)